# (16984) Veillet
Pour les articles homonymes, voir Veillet.
(16984) Veillet est un astéroïde de la ceinture principale.

## Description
(16984) Veillet est un astéroïde de la ceinture principale. Il fut découvert le 15 janvier 1999 à Caussols par le projet ODAS. Il présente une orbite caractérisée par un demi-grand axe de 2,20 UA, une excentricité de 0,07 et une inclinaison de 5,7° par rapport à l'écliptique.
Il est nommé d'après l'astronome français Christian Veillet.

## Compléments